# Смило фон Лютвиц
Смило Фрайхер фон Лютвиц (на немски: Smilo Freiherr von Lüttwitz) е немски офицер. В началото на кариерата си участва в Първата световна война. Става един от най-добрите командири на танкови части през Втората световна война. В същия период неговият по-известен братовчед Хайнрих фон Лютвиц командва 2-ра танкова дивизия и 47-и танков корпус.

## Биография

#### Ранен живот и Първа световна война (1914 – 1918)
Смило фон Лютвиц е роден на 23 декември 1895 г. в Страсбург, Франция. През 1914 г. постъпва в армията като офицерски кадет от пехотата и участва в Първата световна война.

##### Междувоенен период
След нея се присъединява към службата на Райхсвера и служи в корпусни подразделения. Между 1938 и 1940 г. служи като адютант в 15-и моторизиран корпус.

#### Втора световна война (1939 – 1945)
Между 1940 и 1942 г. поема командването на 12-и стрелкови полк, а по-късно същата година на 4-та стрелкова бригада. На 1 септември 1942 г. е издигнат в чин генерал-майор. В периода 1942 – 1944 г. командва 26-а танкова дивизия. На 1 октомври 1943 г. е издигнат в чин генерал-лейтенант. През 1944 г. поема командването на 46-и танков корпус. На 1 септември 1944 г. е издигнат в чин генерал от танковите войски. Между 1 септември 1944 г. и 17 януари 1945 г. командва 9-а армия на Източния фронт. За извършване на неоторизираната евакуация на Варшава е заменен от фелдмаршал Фердинанд Шьорнер. Въпреки това на 31 март 1945 г. получава командването на 85-и корпус на Западния фронт и ръководи формацията до края на войната.

##### Години след войната и смърт
В края на 1950-те е генерал-лейтенант и командир на 3-ти корпус от армията на Федерална република Германия. Умира през 1975 г.

## Военна декорация
- Германска „Пехотна щурмова значка“ (?)
- Германска „Значка за раняване“ (1914) – сребърна (?)
- Германски орден „Железен кръст“ (1914) – II (?) и I степен (?)
- Сребърни пластинки към ордена Железен кръст (1939) – II (6 октомври 1939) и I степен (27 май 1940)
- Германска Значка за раняване (1939, повторно) – златна (?)
- Орден „Германски кръст“ (1941) – златен (27 октомври 1941)
- Рицарски кръст с дъбови листа и мечове
  - Носител на Рицарски кръст (14 януари 1942)
  - Носител на Дъбови листа № 426 (16 март 1944)
  - Носител на Мечове № 76 (4 юли 1944)
- Упоменат в ежедневния доклад на „Вермахтберихт“ (9 декември 1943)
- Рицар на правосъдието – орден на „Свети Йоан“ (?)
- Германски „Федерален кръст за заслуги“ (?)
- Американски орден „Легион за заслуги“ (?)